# Росен Крумов
Росен Крумов е роден на 9 март 1966 година, бивш български футболист, играл като нападател.
Дебютира в А група на 12 март 1986 година срещу Сливен (1:1), като подава за изравнителния гол на Михаил Вълчев. Първия си гол вкарва на 27 март 1988 г. срещу „Пирин“ (Благоевград) при победата с 3:1.
Шампион на България с „Витоша“ за 1987/88 година. Играе и в двата мача с италианския гранд Милан в първия кръг на КЕШ загубен с (0:2, 2:5) през 1988 година.
След края на кариерата си става бизнесмен в отглеждането на немски овчарки.

## Успехи
Витоша (София)
- А РФГ:
  -  Шампион (1): 1987/88
- Купа на Съветската армия:
  -  Носител (2): 1986/87, 1987/88
- Купа на България:
  -  Носител (1): 1986